# Lohja
Lohja, Lojo en suédois, est une ville du sud de la Finlande, dans la région d'Uusimaa.

## Histoire
Le lieu est mentionné pour la première fois en 1323. Au XVe siècle, une importante église de pierre y est dédiée à saint Laurent. C'est aujourd'hui la troisième église médiévale du pays par la taille, et un des sites les plus visités de la ville.
Au XIXe siècle, les bords du lac se couvrent de manoirs, lieux de prédilection de la bourgeoisie de la capitale et des hauts dignitaires russes.
Lohja est proclamée ville en 1969, puis triple sa population en 1997 en annexant la municipalité rurale de Lohja.
En 2006, le dernier tronçon de l'autoroute (E18) qui la relie à Helsinki est inauguré.
Ce nouvel axe routier va attirer de nombreux nouveaux habitants dans une ville qui croît déjà de plus de 1 % chaque année.
La municipalité de Sammatti a été fusionnée à la ville de Lohja en 2009. Les municipalités de Karjalohja et Nummi-Pusula ont été fusionnées avec la ville de Lohja au 1er janvier 2013.

## Géographie
22 % de la superficie totale est couverte par les lacs, taux très inhabituel dans le sud de la Finlande. La raison est la présence de l'importante moraine de Lohjanharju qui bloque l'écoulement des rivières vers le Golfe de Finlande et forme de ce fait le grand lac Lohjanjärvi.
La commune est un entrelacs de terre et d'eau, une des zones de vacances les plus proches de la capitale. 2 500 maisons de vacances y sont édifiées.
La municipalité est bordée par Ingå au sud, Karis au sud-ouest, Karjalohja à l'ouest, Sammatti au nord-ouest, Nummi-Pusula au nord, Vihti au nord-est et enfin Siuntio au sud-est.
Lohja abrite aussi la grotte de Torhola (fi), grotte qui est probablement la plus célèbre de Finlande. Il s'agit de la plus grande grotte karstique de Finlande, celle qui se crée lorsque l'eau acide absorbe le calcaire. La grotte mesure 31 mètres de long et 9 mètres de profondeur à son point le plus bas. La première partie de la grotte est facilement accessible, mais jusqu'à la dernière chambre, la cave dite de Torhola, il faut ramper à travers des cavités étroites.
À côté de Karkalinniemi se trouve la colline fortifiée de Karstu, qui aurait été l'une des centaines d'anciennes collines fortifiées de Finlande. De son sommet, on a une vue magnifique sur le lac Lohjanjärvi, à l'ouest. Il y a aussi une peinture rupestre.

## Démographie
Depuis 1980, l'évolution démographique de Lohja est la suivante,:
| Année      | 1980   | 1985   | 1990   | 1995   | 2000   | 2005   |
| ---------- | ------ | ------ | ------ | ------ | ------ | ------ |
| population | 37 610 | 39 754 | 41 632 | 42 499 | 43 786 | 45 361 |

| Année      | 2010   | 2015   | 2020   |
| ---------- | ------ | ------ | ------ |
| population | 47 341 | 47 606 | 45 982 |

## Administration

### Conseil municipal
Les 51 sièges du conseil municipal sont repartis comme suit:
| Parti     | Parti                               | Sièges 2021–2025 |
| --------- | ----------------------------------- | ---------------- |
|           | Parti social-démocrate de Finlande  | 11               |
|           | Parti de la Coalition nationale     | 11               |
|           | Alliance de gauche                  | 4                |
|           | Vrais Finlandais                    | 8                |
|           | Ligue verte                         | 6                |
|           | Chrétiens-démocrates                | 2                |
|           | Parti du centre                     | 4                |
|           | Parti populaire suédois de Finlande | 1                |
|           | Meidän Lohja                        | 4                |
| Sources : |                                     |                  |

### Subdivisions administratives
Les quartiers de Lohja sont les suivants,,,,,, :
| N°         | Quartier            |
| 1.         | Anttila             |
| 2.         | Ahtsalmi,           |
| 3.         | Pitkäniemi,         |
| 4.         | Hiidensalmi,        |
| 5.         | Pappila (Lohja),    |
| 6.         | Moisio (Lohja),     |
| 7.         | Myllylampi,         |
| 8.         | Neitsytlinna,       |
| 9.         | Ojamo,              |
| 10.        | Ojamonkangas,       |
| 11.        | Keskilohja,         |
| 12.        | Metsola (Lohja),    |
| 13.        | Gunnarla,           |
| 14.        | Vienola (Lohja),    |
| 15.        | Gruotila,           |
| 16.        | Pappilankorpi,      |
| 17.        | Jönsböle,           |
| 18.        | Kyrkstad,           |
| 19.        | Virkkala,           |
| 20.        | Maksjoki,           |
| 21.        | Vappula,            |
| 22.        | Routio,             |
| 23.        | Lempola,            |
| 24.        | Ventelä,            |
| 25.        | Perttilä (Lohja),   |
| 26.        | Muijala,            |
| 27.        | Röylä (Lohja),      |
| 28.        | Paloniemi (Lohja),  |
| 29.        | Immula,             |
| 30.        | Kirkniemi,          |
| 31.        | Nummenkylä (Lohja), |
| 32.        | Karnainen,          |
| 101.       | Sammatti,           |
| 102.       | Karjalohja,         |
| 103.       | Nummi (Lohja),      |
| 104.       | Pusula,             |
| 105.       | Saukkola            |
| Sources, : |                     |

## Transports

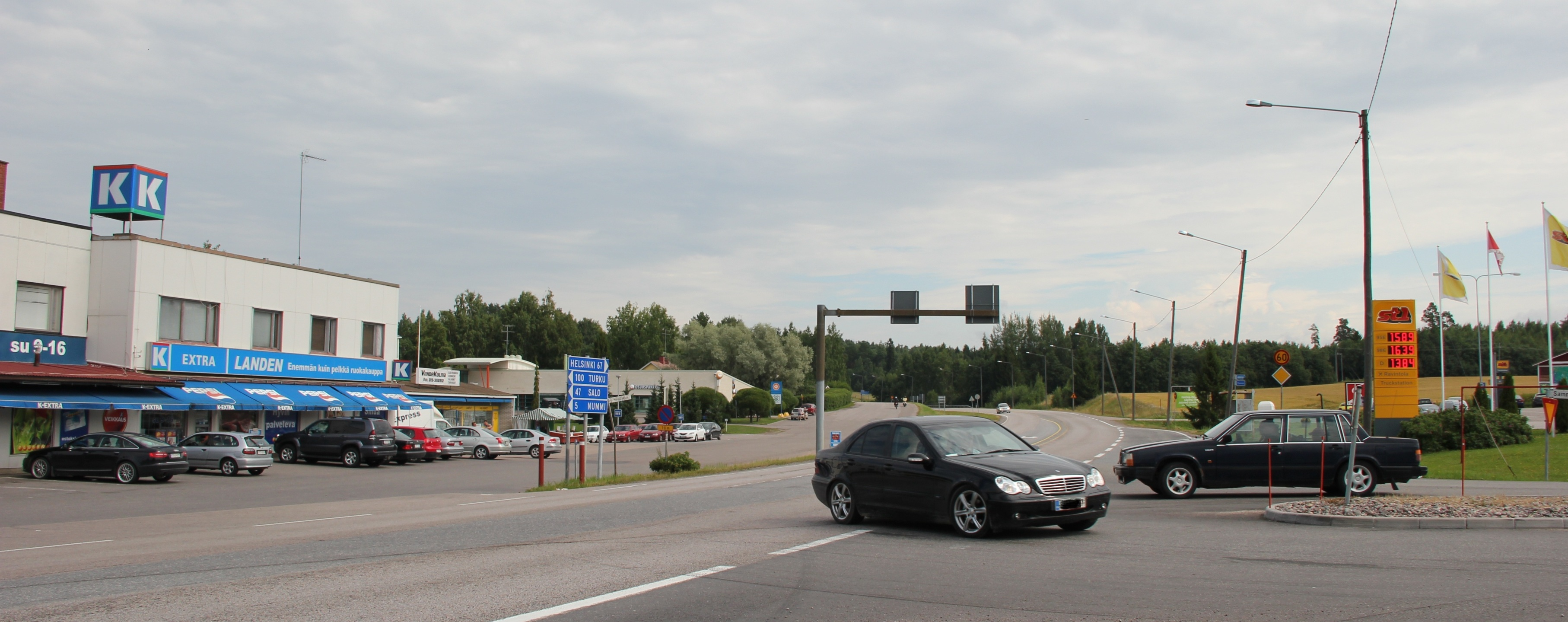
Route régionale 110 dans le village de Saukkola, partie de Lohja.

Lohja est situé à l'intersection de la route nationale 1 (E18) reliant Helsinki à Turku et de la route nationale 2.
La ville est longée par la route nationale 25 (Hanko-Mäntsälä).
Lohja est traversée par les routes régionales 104, 110, 116, 125, 126, 127 et 280.
Helsinki est à 58 km, Salo à 65 km, Turku à 116 km, Lahti à 132 km et Tampere à 166 km.
Lohja est aussi situé à proximité du port d'Hanko, du port d'Inkoo et de l'aéroport d'Helsinki-Vantaa.

### Distances
- Karkkila 41 km
- Helsinki 58 km
- Somero 64 km
- Salo 65 km
- Turku 116 km

## Économie

### Principales entreprises
En 2021, les principales entreprises de Lohja par chiffre d'affaires sont :
| Société                 | C.A.  |
| ----------------------- | ----- |
| Sappi Fine Paper Europe | 52 M€ |
| Autotalo Lohja Oy       | 33 M€ |
| Lohjanportin Auto Oy    | 29 M€ |
| Lohjan Autokeskus Oy    | 26 M€ |
| Rosk'n Roll Oy Ab       | 25 M€ |
| Valon Kone Oy           | 25 M€ |
| Cembrit Oy              | 23 M€ |
| K-Citymarket Lohja      | 23 M€ |
| Cembrit Production Oy   | 23 M€ |
| Constructor Finland Oy  | 20 M€ |

### Employeurs
En 2021, les plus importants employeurs privés de Lohja sont:
| Employeur                       | Employés |
| ------------------------------- | -------- |
| Sappi Fine Paper Europe         | 559      |
| Spectra Yhtiöt Oy               | 204      |
| Cembrit Production Oy           | 110      |
| Valon Kone Oy                   | 87       |
| VMP Lohja                       | 83       |
| Rosk'n Roll Oy Ab               | 83       |
| Mamec Oy                        | 67       |
| Inission Lohja Oy               | 66       |
| Lohjan Liikuntakeskus Oy        | 59       |
| Länsi-Uudenmaan Mainosjakelu Oy | 58       |

## Jumelages
| Ville | Ville           | Pays | Pays    |
| ----- | --------------- | ---- | ------- |
|       | Lidingö         |      | Suède   |
|       | Ringerike       |      | Norvège |
|       | Skagaströnd     |      | Islande |
|       | Sátoraljaújhely |      | Hongrie |
|       | Växjö           |      | Suède   |

## Galerie

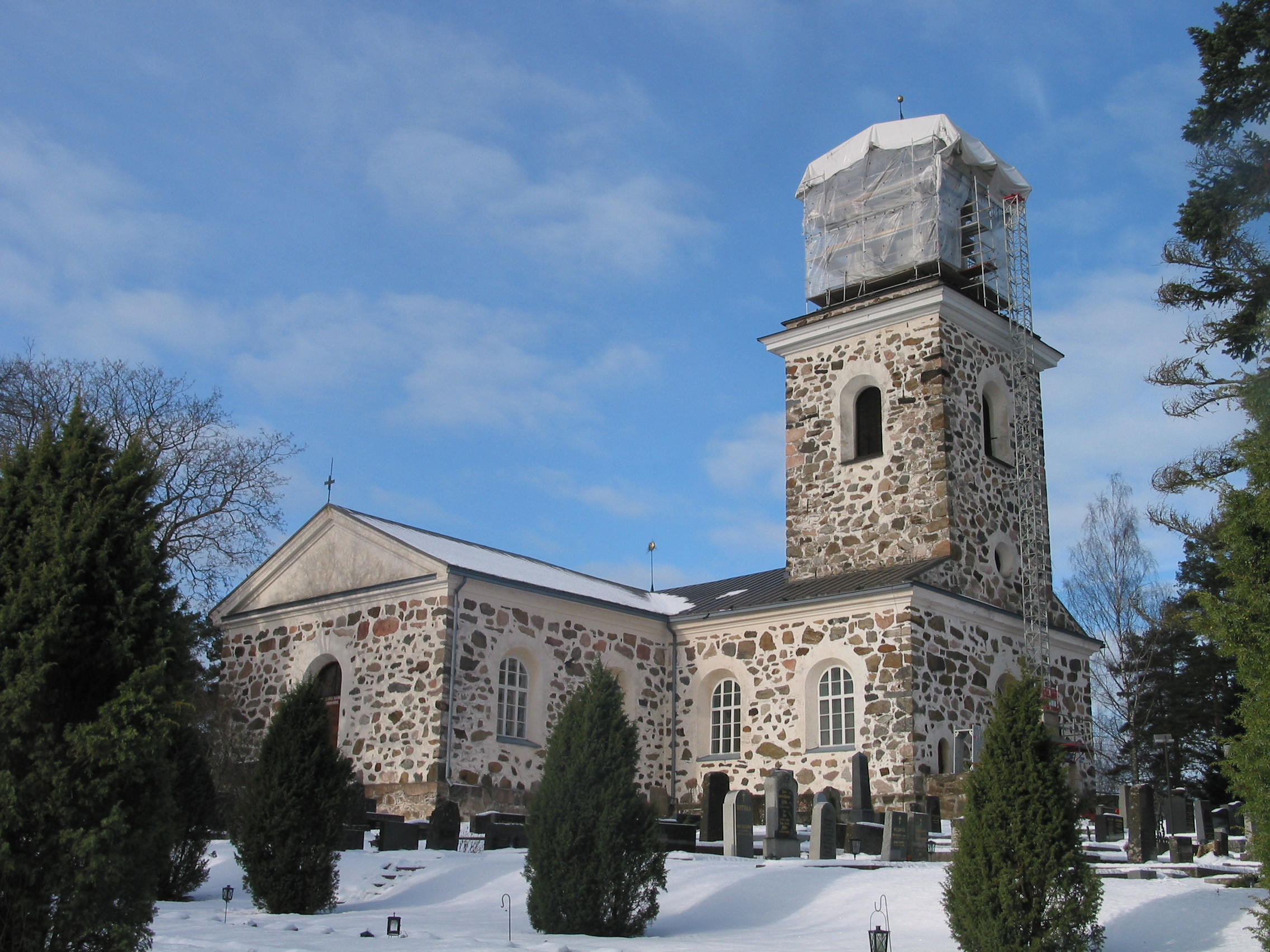
Église de Nummi
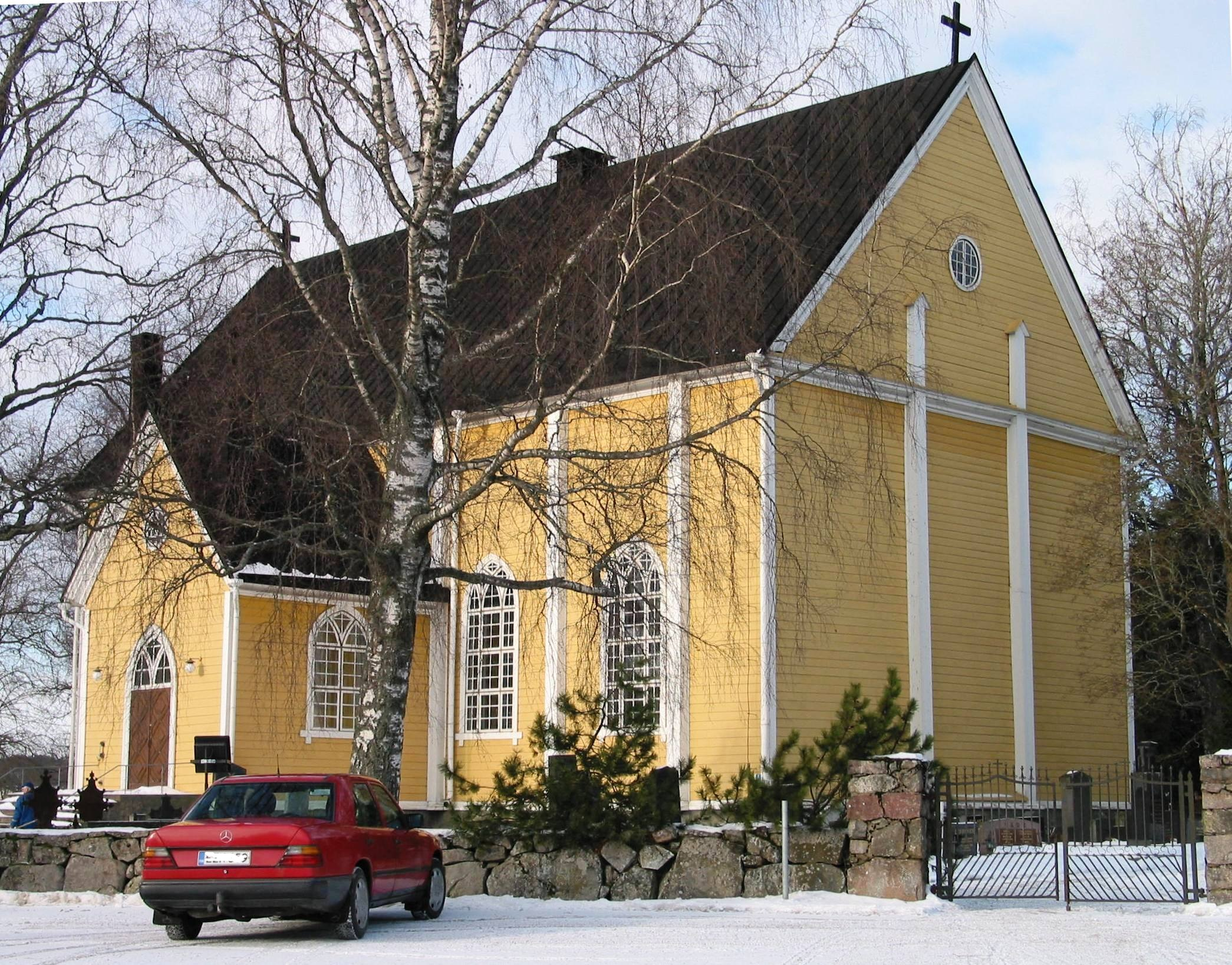
Église de Pusula
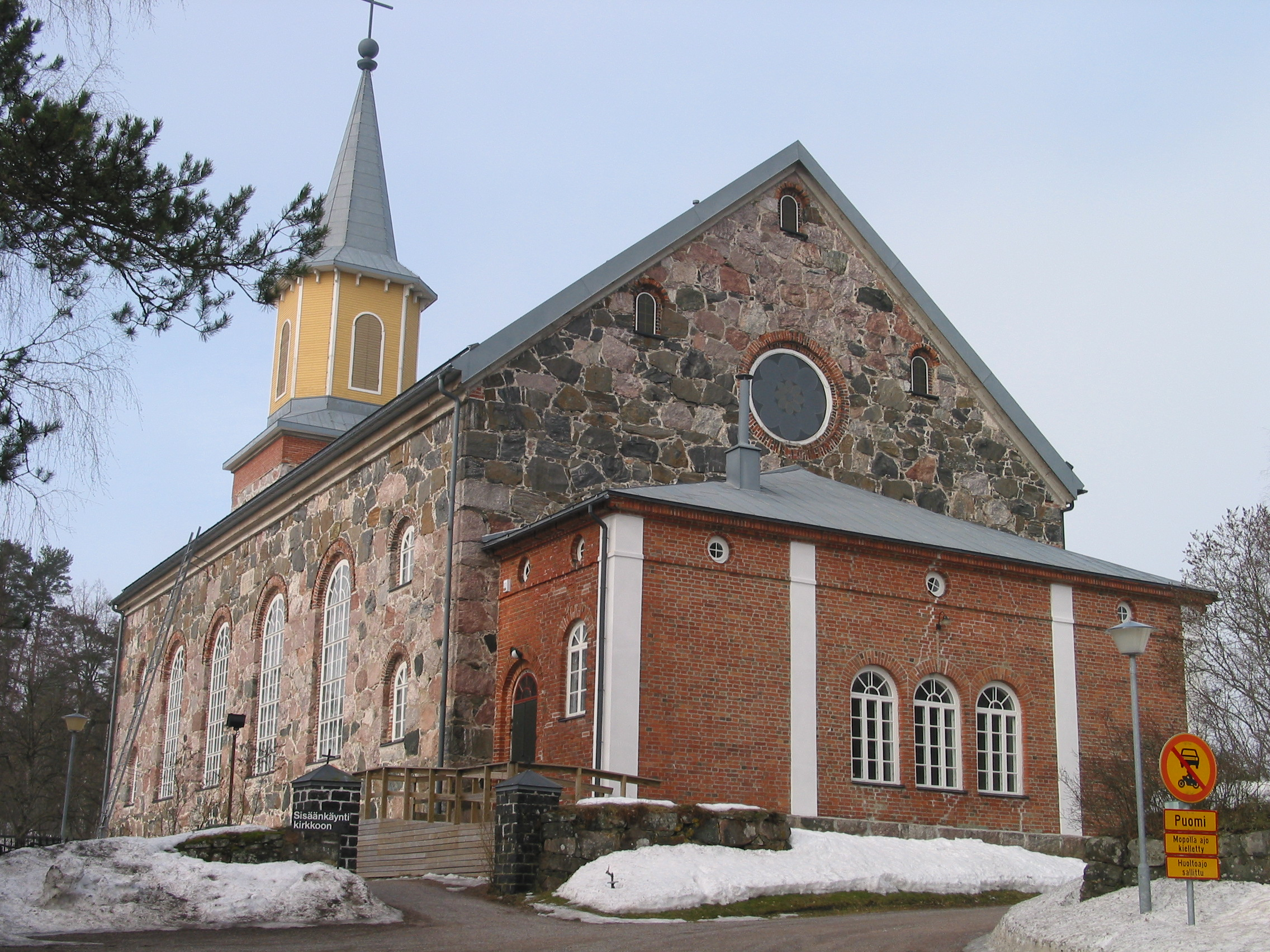
Église de Karjalohja
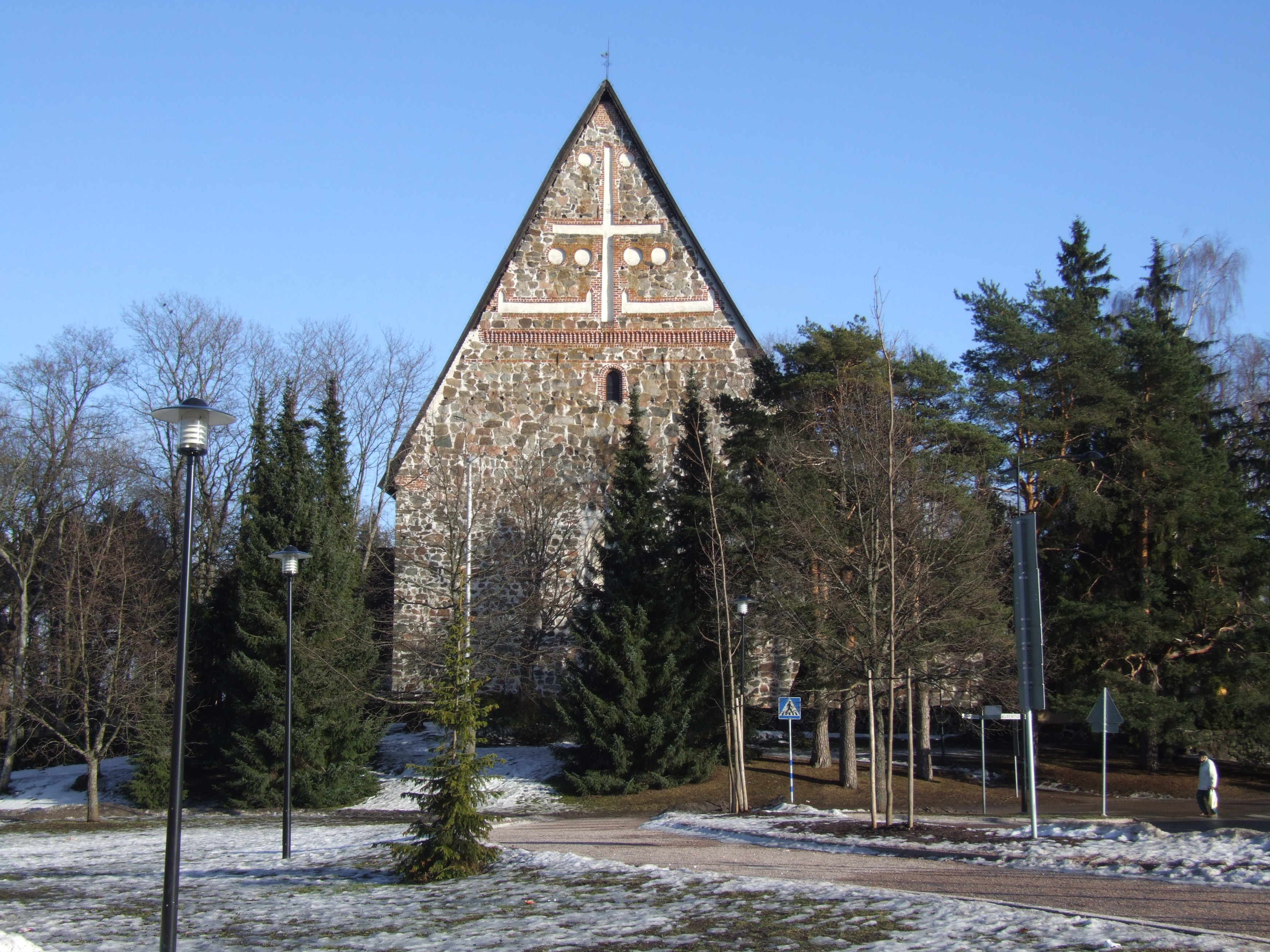
Église Saint-Laurent
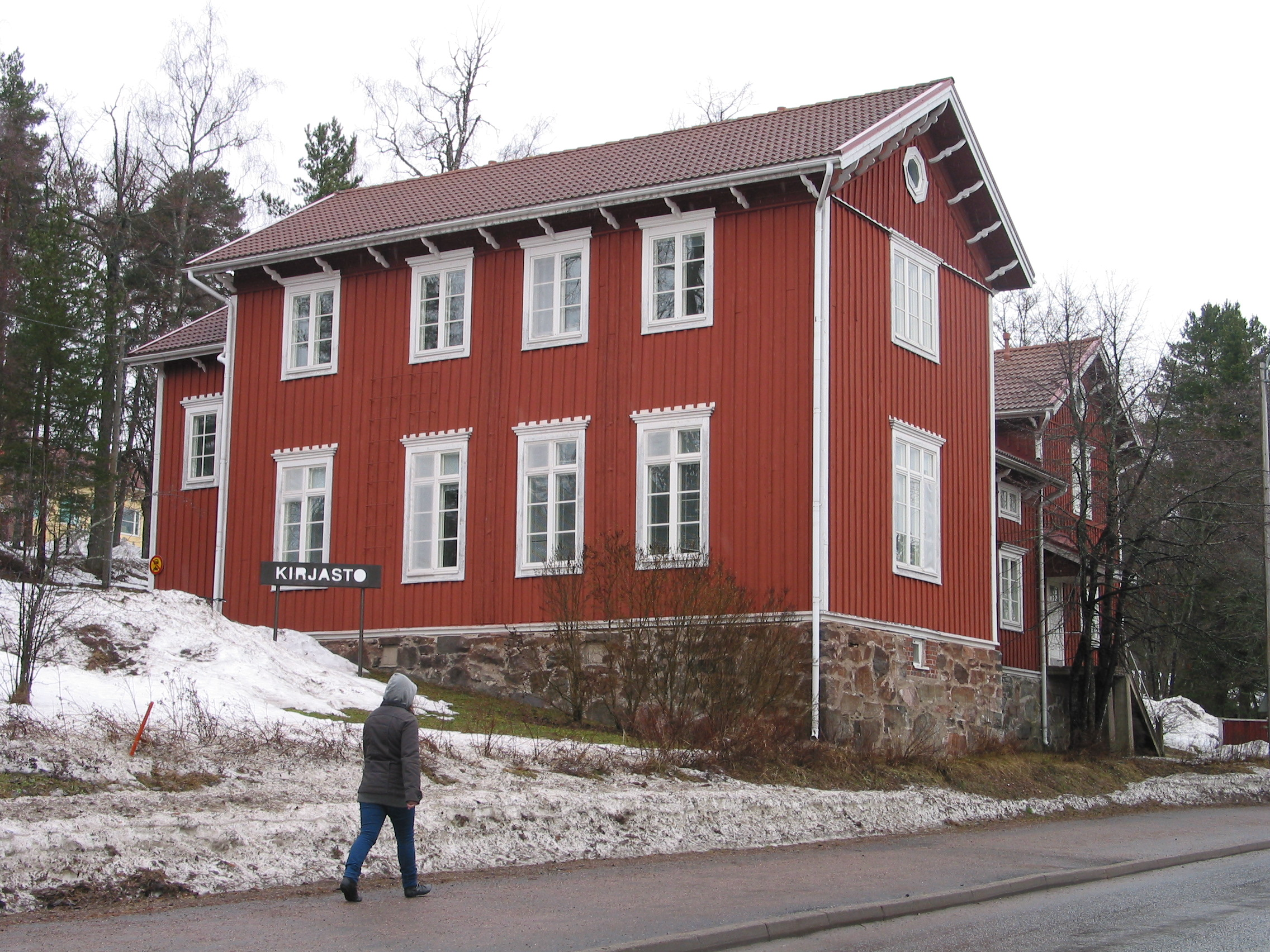
Bibliothèque de Karjalohja
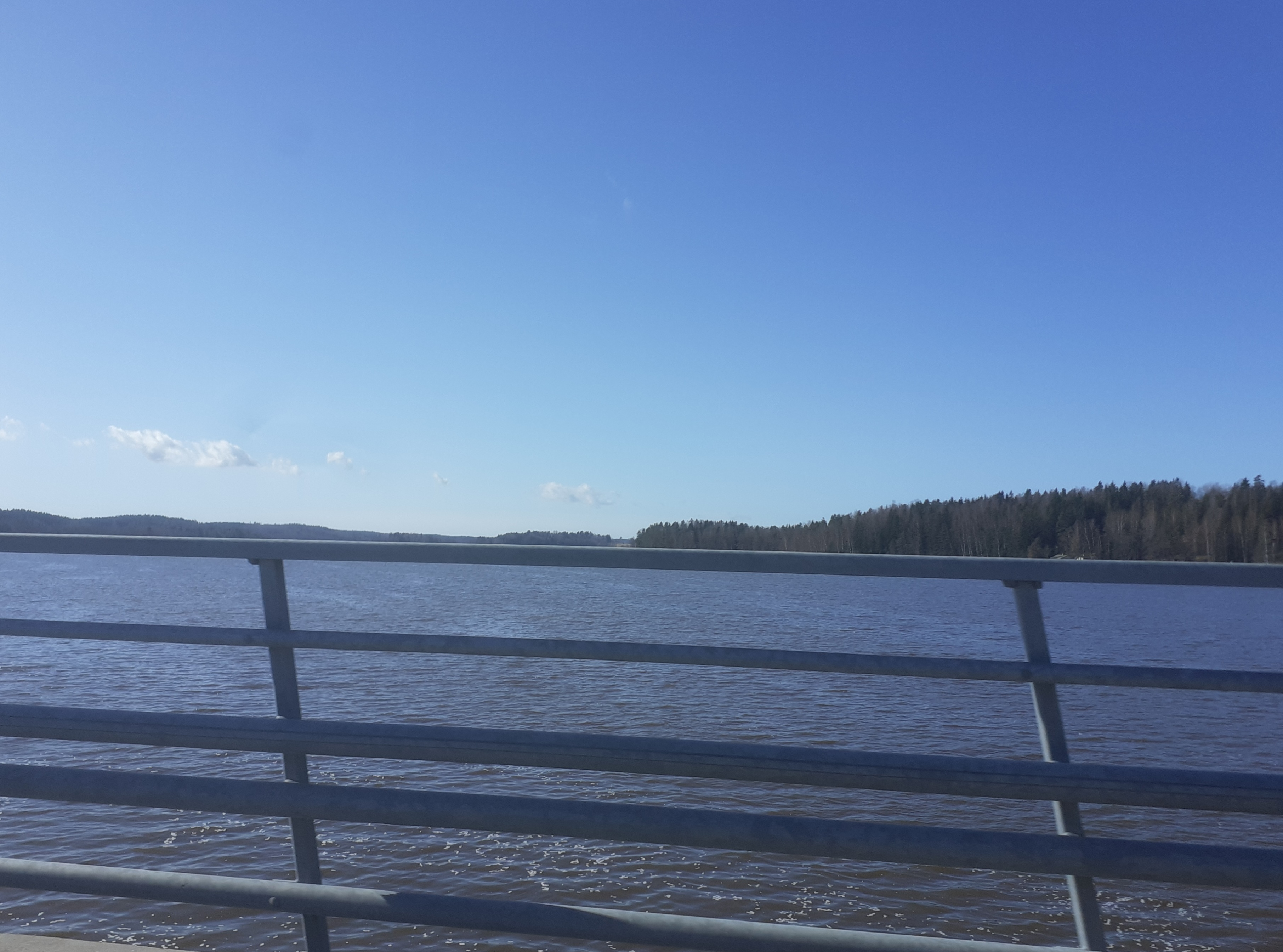
Lac Hiidenvesi

### Lien externe

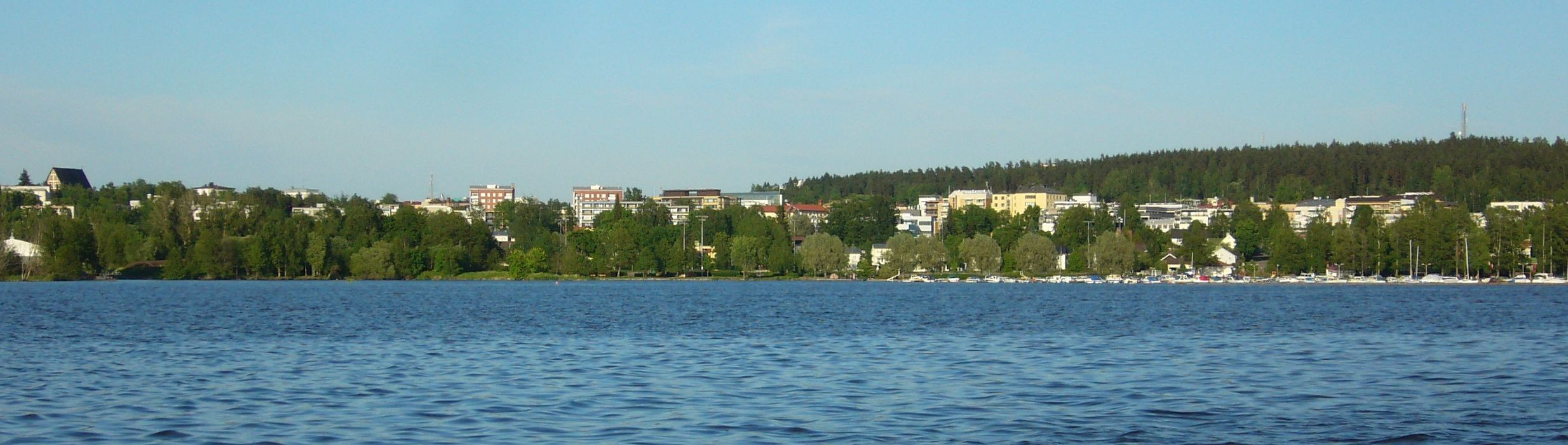
Le centre de Lohja vu du lac Lohjanjärvi, à gauche l'église Saint-Laurent.